# Enclos paroissial de Cléden-Poher
L'enclos paroissial de Cléden-Poher est un enclos paroissial situé dans la commune de Cléden-Poher (Finistère, Bretagne). Il inclut l'église Notre-Dame de l'Assomption, un calvaire et un ossuaire, ; l'ensemble est classé au titre des monuments historiques par arrêté du 20 janvier 1983.

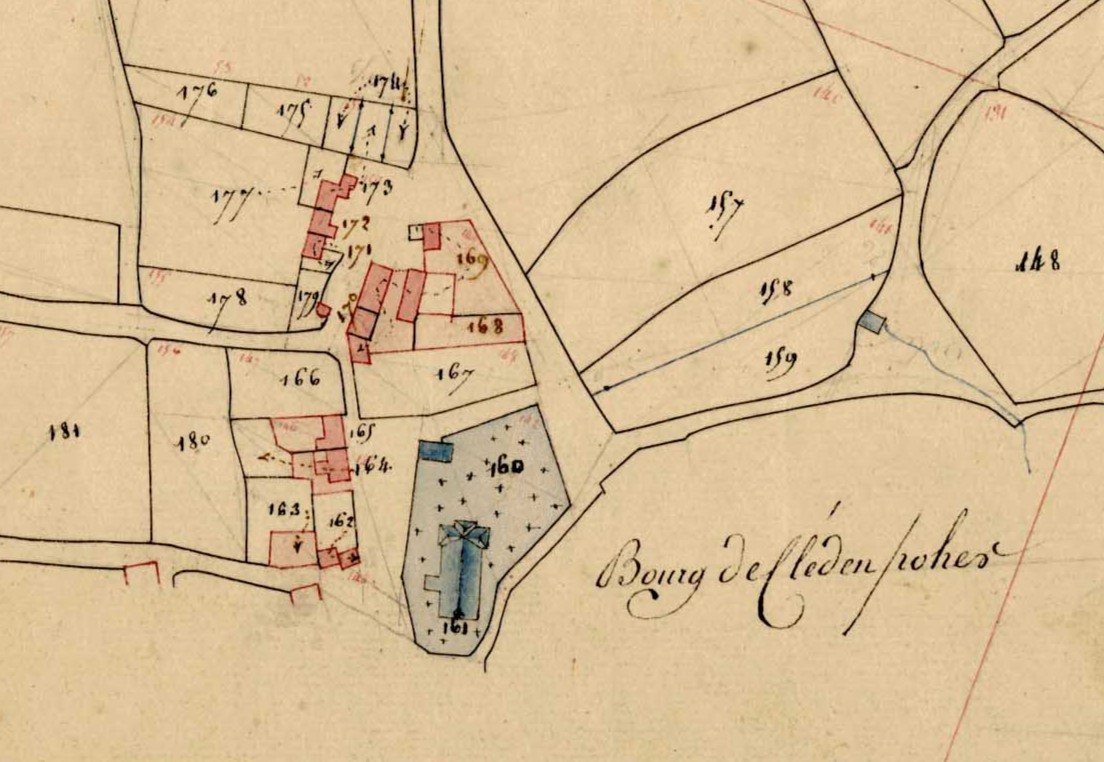
Plan de l'enclos en 1824. Avec l'église, le cimetière et l'ossuaire.

## Galerie

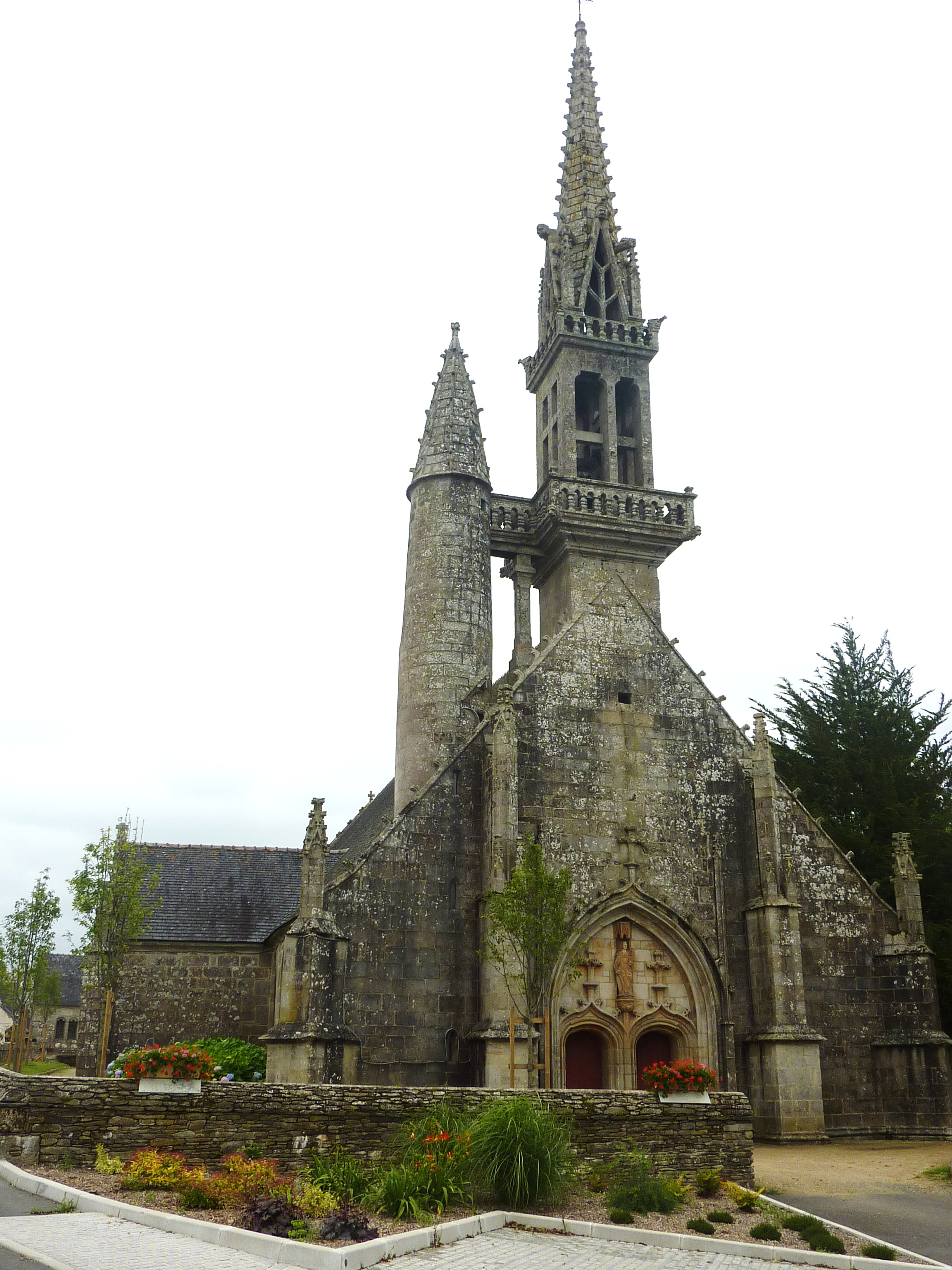
Eglise.
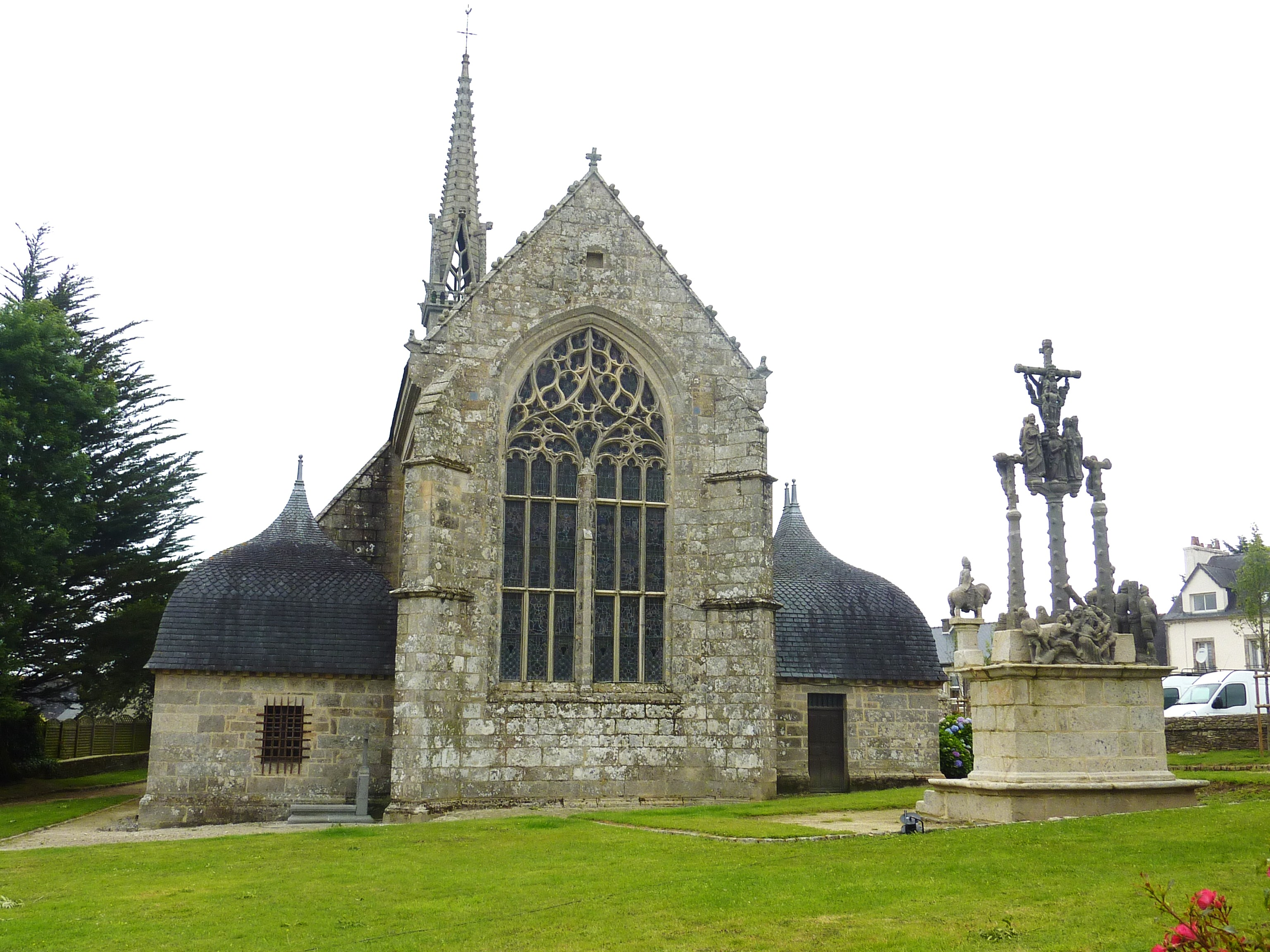
Eglise et calvaire.
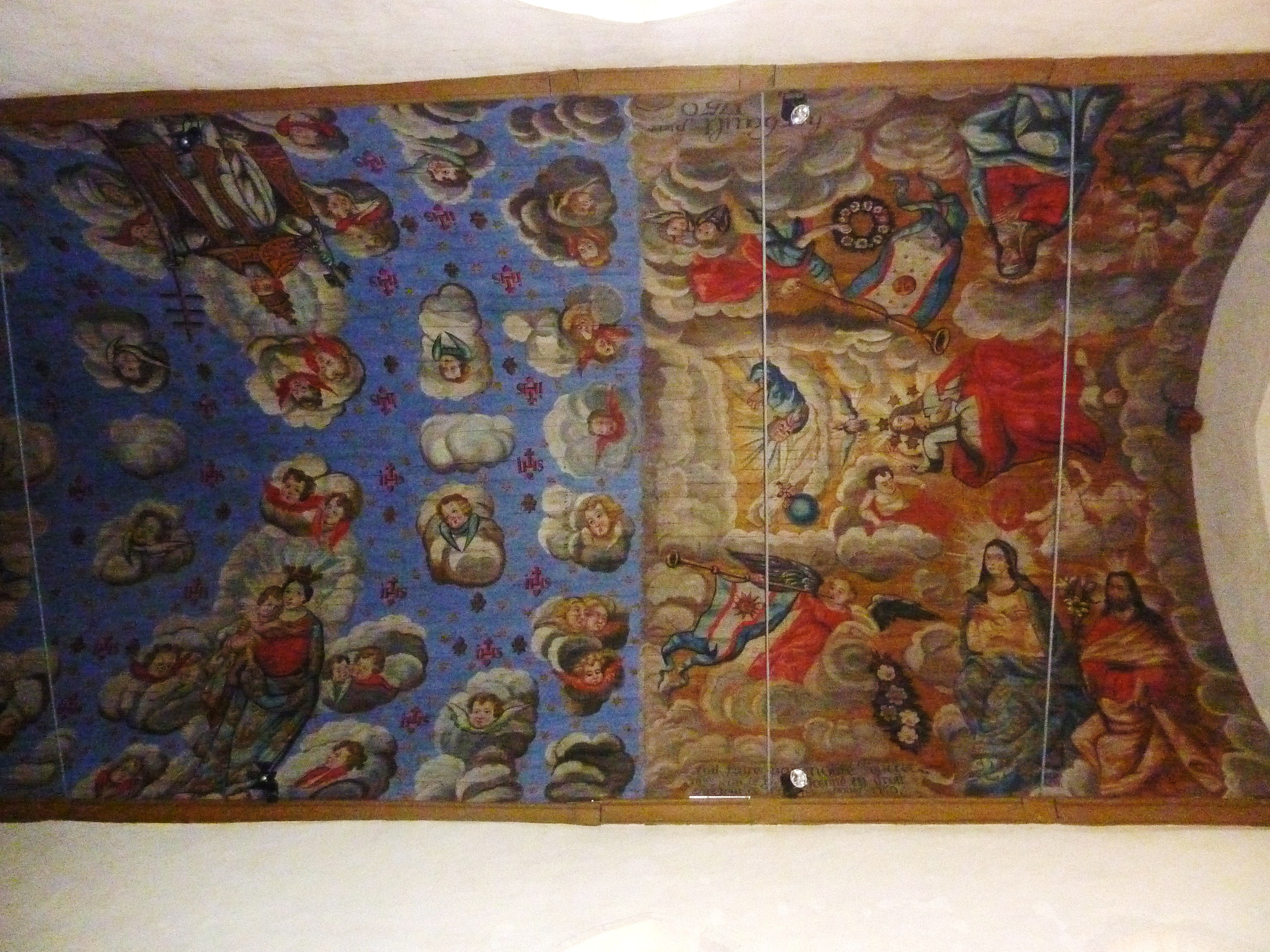
Plafond peint de l'église
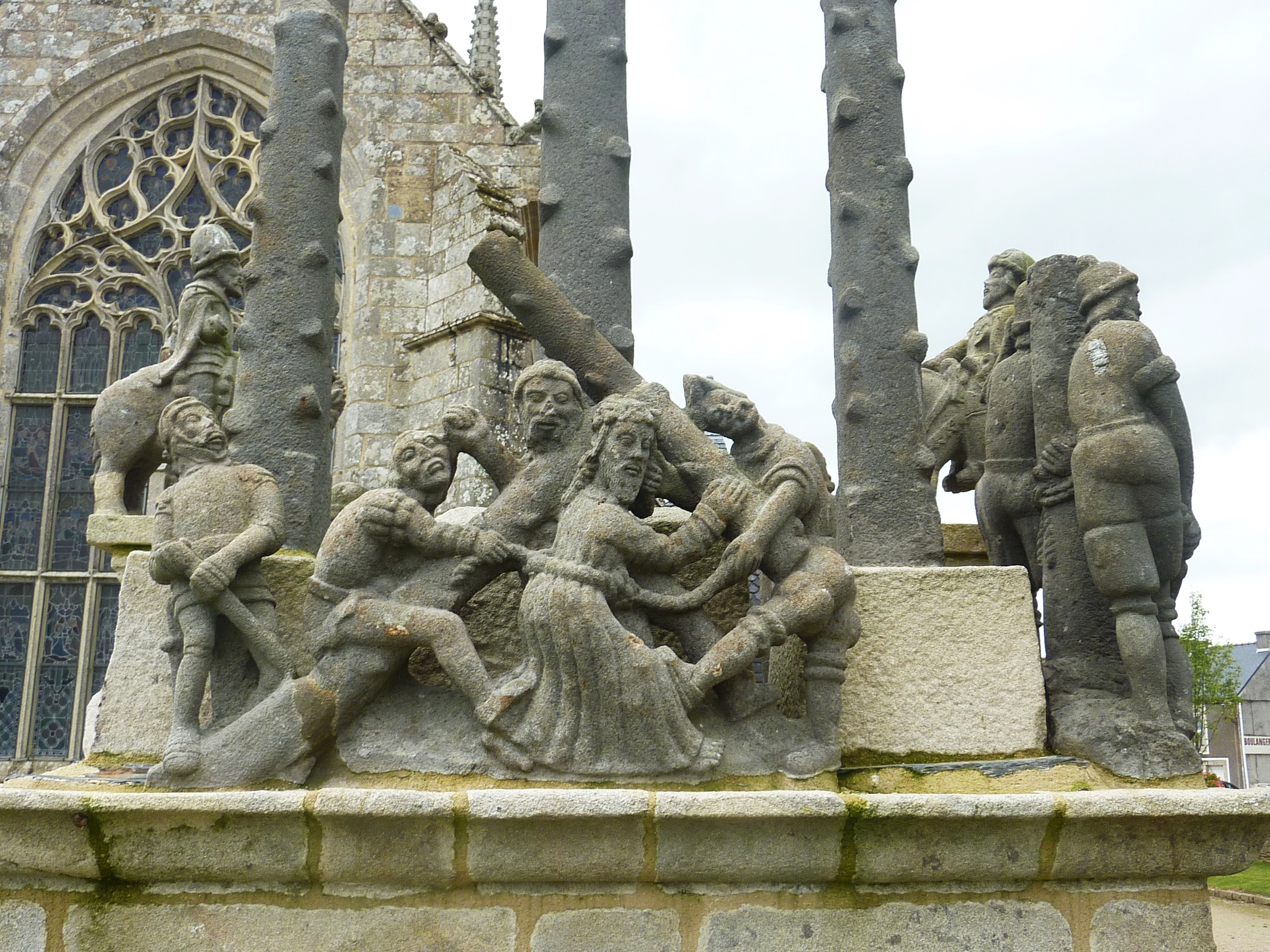
Calvaire.
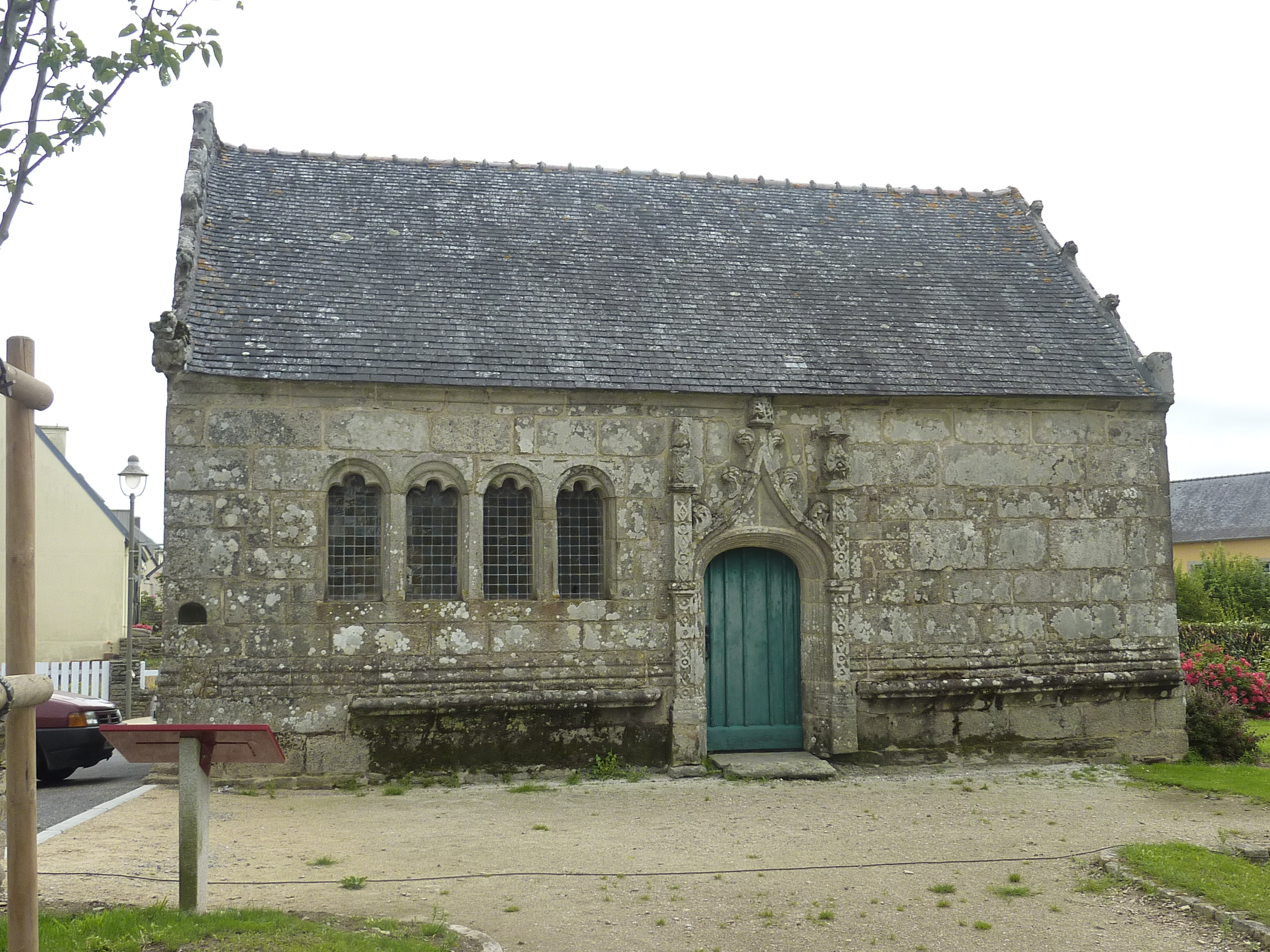
Ossuaire